# 五等分的新娘漫畫章節列表
五等分的新娘漫畫章節列表列出日本漫畫《五等分的新娘》每一話的標題以及刊載期號。相關翻譯使用台灣東立出版社提供的官方譯名。

## 單行本已收錄
| 1. 五等分的新娘（，Go-tōbun no Hanayome）（《週刊少年Magazine》2017年第36·37合併號） 2. 家庭訪問（，Otaku Houmon）（2017年第38號） 3. 屋頂上的告白（，Okujou no Kokuhaku）（2017年第39號） 4. 總計100分（，Goukei Hyaku Ten）（2017年第40號） 5. 問題堆積如山（，Mondai wa Yamazumi）（2017年第41號） |

| 1. 開門（，Tobira o Akete）（2017年第42號） 2. 今天是假日①（，Kyouha Oyasumi Ichi）（2017年第43號） 3. 今天是假日②（，Kyouha Oyasumi Ni）（2017年第44號） 4. 今天是假日③（，Kyouha Oyasumi San）（2017年第45號） 5. 今天是假日④（，Kyouha Oyasumi Yon）（2017年第46號） 6. 今天是假日⑤（，Kyouha Oyasumi Go）（2017年第47號） 7. 今天是假日⑥（，Kyouha Oyasumi Roku）（2017年第48號） 8. 惹人喜歡的好人（，Hitozuki no Ohitoyoshi）（2017年第49號） 9. 開始的照片（，Hajimari no Shashin）（2017年第50號） |

| 1. 累積的成果（，Tsumiageta Mono）（2017年第51號） 2. 愛逞強（，Ijippari）（2017年第52號） 3. 夜晚的讀書會（，Yoru no Benkyoukai）（2018年第1號） 4. 騙子當然會說謊吧（，Usotsuki Usotarou）（2018年第2·3合併號） 5. 焦慮的死亡之路（，Aseri no Desurodo）（2018年第4·5合併號） 6. 期中考（，Chuukanshiken）（2018年第6號） 7. 魔法（，Omajinai）（2018年第7號） 8. 結緣傳說（，Musubi no Densetsu）（2018年第8號） 9. 6人的林間學校（，Rokunin no Rinkangakkou）（2018年第9號） |

| 1. 結緣傳說 第一天（，Musubi no Densetsu Shonichi）（2018年第10號） 2. 結緣傳說 第二天①（，Musubi no Densetsu Futsukame Ichi）（2018年第11號） 3. 結緣傳說 第二天②（，Musubi no Densetsu Futsukame Ni）（2018年第12號） 4. 結緣傳說 第二天③（，Musubi no Densetsu Futsukame San）（2018年第13號） 5. 結緣傳說 第二天④（，Musubi no Densetsu Futsukame Yon）（2018年第14號） 6. 結緣傳說 第三天①（，Musubi no Densetsu Mikkame Ichi）（2018年第15號） 7. 結緣傳說 第三天②（，Musubi no Densetsu Mikkame Ni）（2018年第16號） 8. 結緣傳說 第三天③（，Musubi no Densetsu Mikkame San）（2018年第17號） 9. 結緣傳說 第2000天（，Musubi no Densetsu Nisennichime）（2018年第18號） |

| 1. 探病遭遇（，Omimai Enkaunto）（2018年第19號） 2. 今天和京都的凶與共（，Kyou no Kyōto to Kyou to Kyou）（2018年第20號） 3. 偵探風太郎和五名嫌疑犯（，Tantei Fuutarou to Gonin no Yougisha Tachi）（2018年第21·22合併號） 4. 慰勞感謝旅程①（，Kinroukansha Tsuā Ichi）（2018年第23號） 5. 慰勞感謝旅程②（，Kinroukansha Tsuā Ni）（2018年第24號） 6. 在客廳的告白（，Ribingurūmu no Kokuhaku）（2018年第25號） 7. 七個再見①（，Nanatsu no Sayonara Ichi）（2018年第26號） 8. 七個再見②（，Nanatsu no Sayonara Ni）（2018年第27號） 9. 七個再見③（，Nanatsu no Sayonara San）（2018年第28號） |

| 1. 七個再見④（，Nanatsu no Sayonara Yon）（2018年第29號） 2. 七個再見⑤（，Nanatsu no Sayonara Go）（2018年第30號） 3. 七個再見⑥（，Nanatsu no Sayonara Roku）（2018年第31號） 4. 七個再見⑦（，Nanatsu no Sayonara Nana）（2018年第32號） 5. 七個再見⑧（，Nanatsu no Sayonara Hachi）（2018年第33號） 6. 七個再見⑨（，Nanatsu no Sayonara Ku）（2018年第34號） 7. 七個再見⑩（，Nanatsu no Sayonara Juu）（2018年第35號） 8. 七個再見⑪（，Nanatsu no Sayonara Juuichi）（2018年第36·37合併號） 9. 七個再見⑫（，Nanatsu no Sayonara Juuni）（2018年第38號） |

| 1. 初春（，Hatsu no Haru）（2018年第39號） 2. 今天辛苦了①（，Kyou wa Otsukare Ichi）（2018年第40號） 3. 今天辛苦了②（，Kyou wa Otsukare Ni）（2018年第41號） 4. 愚者的奮戰（，Gusha no Tatakai）（2018年第42號） 5. 最後的考試，三玖的情況（，Saigo no Shiken ga Miku no Baai）（2018年第43號） 6. 最後的考試，四葉的情況（，Saigo no Shiken ga Yotsuba no Baai）（2018年第44號） 7. 最後的考試，五月的情況（，Saigo no Shiken ga Itsuki no Baai）（2018年第45號） 8. 最後的考試，一花的情況（，Saigo no Shiken ga Ichika no Baai）（2018年第46號） 9. 最後的考試，二乃的情況（，Saigo no Shiken ga Nino no Baai）（2018年第47號） |

| 1. 開始攻佔（，Kouryaku Kaishi）（2018年第48號） 2. 西式炒蛋①（，Sukuramburu Eggu Ichi）（2018年第49號） 3. 西式炒蛋②（，Sukuramburu Eggu Ni）（2018年第50號） 4. 西式炒蛋③（，Sukuramburu Eggu San）（2018年第51號） 5. 西式炒蛋④（，Sukuramburu Eggu Yon）（2018年第52號） 6. 西式炒蛋⑤（，Sukuramburu Eggu Go）（2019年第1號） 7. 西式炒蛋⑥（，Sukuramburu Eggu Roku）（2019年第2·3合併號） 8. 西式炒蛋⑦（，Sukuramburu Eggu Nana）（2019年第4·5合併號） 9. 西式炒蛋⑧（，Sukuramburu Eggu Hachi）（2019年第6號） |

| 1. 歡迎來到3年1班（，Yōkoso San Nen Ichi Kumi）（2019年第7號） 2. 班長的工作（，Gakkyūchō no Oshigoto）（2019年第8號） 3. 領先（，Adobantēji）（2019年第9號） 4. 班長的傳聞（，Gakkyūchō no Uwasa）（2019年第10號） 5. 新川中島（，Shin Kawanakajima）（2019年第11號） 6. 用變化球定勝負（，Henkakyū Shōbu）（2019年第12號） 7. 五鶴報恩（，Gowazuru no Ongaeshi）（2019年第13號） 8. 男人之戰（，Otoko no Ikusa）（2019年第14號） 9. 女人之戰（，Onna no Ikusa）（2019年第15號） |

| 1. 姊妹大戰 第一回合（，Shisutāzu Wō Ikkai Sen）（2019年第16號） 2. 姊妹大戰 第二回合（，Shisutāzu Wō Ni Kai Sen）（2019年第17號） 3. 姊妹大戰 第三回合（，Shisutāzu Wō San Kai Sen）（2019年第18號） 4. 姊妹大戰 第四回合（，Shisutāzu Wō Yon Kai Sen）（2019年第19號） 5. 姊妹大戰 第五回合（，Shisutāzu Wō Go Kai Sen）（2019年第20號） 6. 姊妹大戰 第六回合（，Shisutāzu Wō Rokkai Sen）（2019年第21·22合併號） 7. 姊妹大戰 第七回合（，Shisutāzu Wō Nana Kai Sen）（2019年第23號） 8. 姊妹大戰 第七回合（幕後）（，Shisutāzu Wō Nana Kai Sen (Ura)）（2019年第24號） 9. 姊妹大戰 表演賽（，Shisutāzu Wō Ekishibishon Macchi）（2019年第25號） |

| 1. 我和姊妹①（，Watashi to Shimai Ichi）（2019年第26號） 2. 我和某個男生①（，Watashi to aru Danshi Ichi）（2019年第27號） 3. 我和姊妹②（，Watashi to Shimai Ni）（2019年第28號） 4. 我和某個男生②（，Watashi to aru Danshi Ni）（2019年第29號） 5. 沒有巧合的暑假（，Gūzen no nai Natsu-yasumi）（2019年第30號） 6. 秘密的痕跡（，Himitsu no Ato）（2019年第31號） 7. 傲嬌傲（，Tsun Dere Tsun）（2019年第32號） 8. 分枝之時①（，Bunshi no Toki Ichi）（2019年第33號） 9. 分枝之時②（，Bunshi no Toki Ni）（2019年第34號） |

| 1. 持續進行的日常（，Susumi-tsuzukeru Nichijō）（2019年第35號） 2. 開始改變的日常（，Kawari-hajimeru Nichijō）（2019年第36·37合併號） 3. 即將結束的日常（，Owari-kakeru Nichijō）（2019年第38號） 4. 日出祭 第一天（，Hi no De-sai Shonichi）（2019年第39號） 5. 日出祭 第二天（，Hi no De-sai Futsuka-me）（2019年第40號） 6. 最後的祭典 一花的場合①（，Saigo no Matsuri ga Ichika no Ba'ai Ichi）（2019年第41號） 7. 最後的祭典 一花的場合②（，Saigo no Matsuri ga Ichika no Ba'ai Ni）（2019年第42號） 8. 最後的祭典 二乃的場合①（，Saigo no Matsuri ga Nino no Ba'ai Ichi）（2019年第43號） 9. 最後的祭典 二乃的場合②（，Saigo no Matsuri ga Nino no Ba'ai Ni）（2019年第44號） |

| 1. 最後的祭典 三玖的場合①（，Saigo no Matsuri ga Miku no Ba'ai Ichi）（2019年第45號） 2. 最後的祭典 三玖的場合②（，Saigo no Matsuri ga Miku no Ba'ai Ni）（2019年第46號） 3. 最後的祭典 四葉的場合①（，Saigo no Matsuri ga Yotsuba no Ba'ai Ichi）（2019年第47號） 4. 最後的祭典 四葉的場合②（，Saigo no Matsuri ga Yotsuba no Ba'ai Ni）（2019年第48號） 5. 最後的祭典 五月的場合①（，Saigo no Matsuri ga Itsuki no Ba'ai Ichi）（2019年第49號） 6. 最後的祭典 五月的場合②（，Saigo no Matsuri ga Itsuki no Ba'ai Ni）（2019年第50號） 7. 最後的祭典 五月的場合③（，Saigo no Matsuri ga Itsuki no Ba'ai San）（2019年第51號） 8. 最後的祭典 五胞胎的場合（，Saigo no Matsuri ga Itsutsu-Go no Bāi）（2019年第52號） 9. 最後的祭典 風太郎的場合①（，Saigo no Matsuri ga Fūtarō no Ba'ai Ichi）（2020年第1號） |

| 1. 最後的祭典 風太郎的場合②（，Saigo no Matsuri ga Fūtarō no Ba'ai Ni）（2020年第2·3合併號） 2. 五人各自的早上（，Itsu-dōri no Asa）（2020年第4·5合併號） 3. 五小時一間房（，Gojikan Hitoheya）（2020年第6號） 4. 五里霧中的早餐時間（，Gorimuchū ranchitaimu）（2020年第7號） 5. 五月的記憶（，Itsuki no Omoide）（2020年第8號） 6. 五星之旅（，Itsutsu-boshi Tsuā）（2020年第9號） 7. 五年前的某天（，Gonen-mae no to Aru Hi）（2020年第10號） 8. 五分之一的機率（，Gobun no Ichi no Kakuritsu）（2020年第11號） 9. 五等分的新娘（，Go-Tōbun no Hanayome）（2020年第12號） |